# Le Theil-Bocage
Le Theil-Bocage är en kommun i departementet Calvados i regionen Normandie i norra Frankrike. Kommunen ligger i kantonen Vassy som ligger i arrondissementet Vire. År 2018 hade Le Theil-Bocage 199 invånare.

## Befolkningsutveckling
Antalet invånare i kommunen Le Theil-Bocage
Referens:INSEE